# Різанина в місті Бор (Південний Судан)

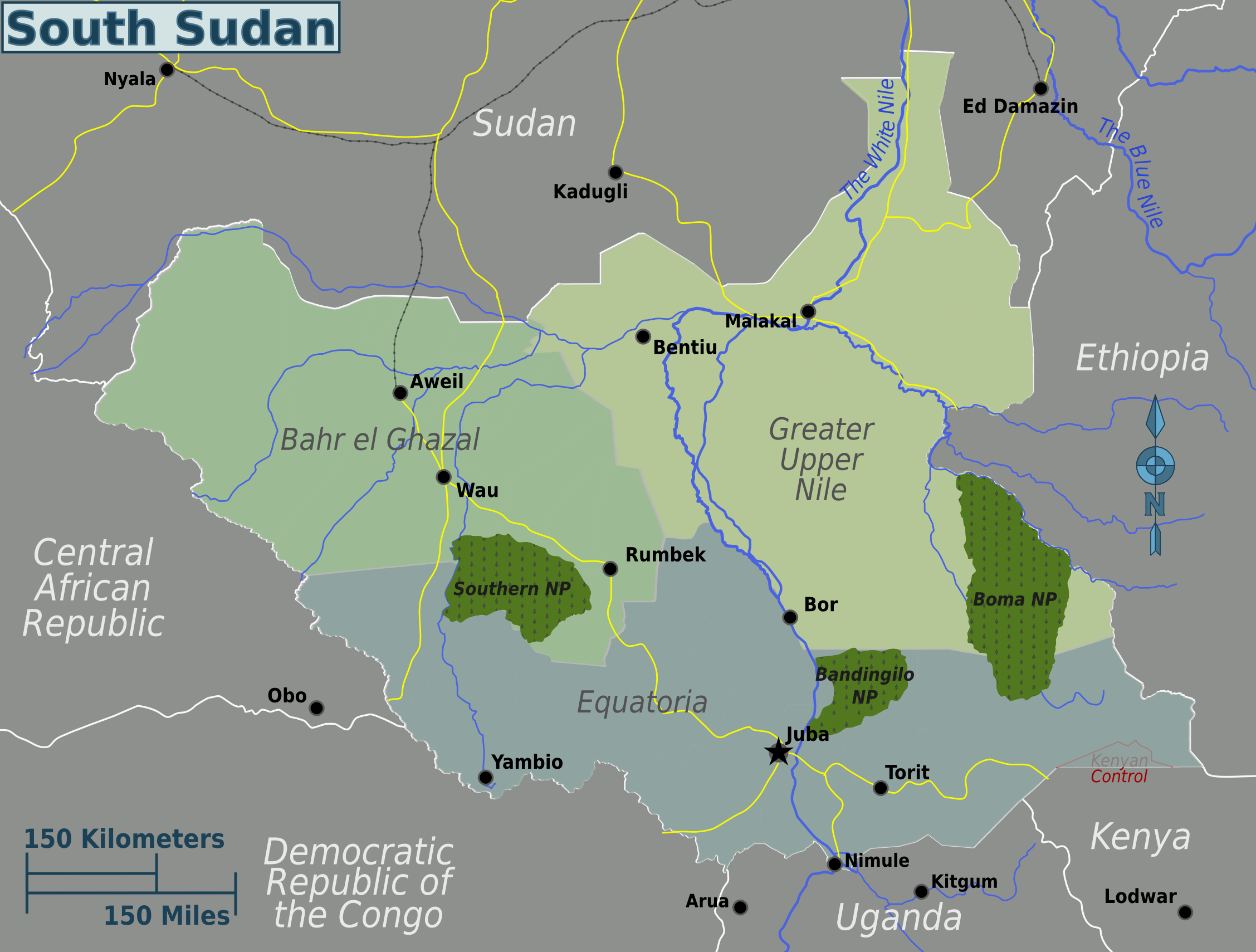
Міста Південного Судану

Різанина в місті Бор (Південний Судан) — масове вбивство близько 2000 цивільних осіб у місті Бор 15 листопада 1991 року під час Другої громадянської війни в Судані. Вбивство здійснювалося в основному бойовиками нуер Народної армії визволення Судану (угрупування Насир) під керівництвом Ріека Мачара та військовою групою під назвою Біла армія нуер. Amnesty International заявила, що було вбито принаймні 2000 осіб Дінка, хоча дійсне число може бути вищим. У наступні роки приблизно 25 000 людей померли від голоду, оскільки їх худоба була або вкрадена, або розстріляна, і бойові дії витіснили людей з землі, яку вони колись культивували. У той же час Ріек Мачара описав інцидент як "пропаганду" та "міф". У 2012 році він публічно вибачився за свою участь у масовій різані і вбивствах.

## Дивись також
- Друга громадянська війна в Судані
- Різанина в Піборі (Південний_Судан)
- Різанина в Бентіу (Південний_Судан)